# Capricamelus
Capricamelus — вимерлий рід ссавців з родини верблюдових (Camelidae). Рід містить такі види: Capricamelus gettyi. Скам'янілості виявлено в США (Юта, Каліфорнія, Невада) — всього 3 колекції.